# Louis Annet de Clermont de Chaste de Roussillon
Louis Annet de Clermont de Chaste de Roussillon  (né à Charpey le 16 avril 1662, mort le 5 octobre 1721) est un ecclésiastique, évêque-duc de Laon de 1695 à sa mort.

## Biographie
Louis Annet est le 2e fils de François-Alphonse de Clermont de Chaste, comte de Roussillon, sénéchal du Velay et de Claire de Morges, dame de Noyers. Docteur en théologie de la faculté de Paris, il devient doyen et  vicaire général du diocèse de Tournai et il reçoit en commende l'abbaye de Saint-Valery-sur-Somme.
En 1694 il est désigné comme évêque-duc de Laon et obtient ainsi une pairie ecclésiastique. Il est confirmé le 19 septembre 1695 et consacré en novembre suivant par Charles-Maurice Le Tellier, archevêque de Reims. Il remet au roi son abbaye de Saint-Valery et est pourvu en 1701 en commende de l'abbaye Saint-Martin de Laon qu'il conserve jusqu'à sa mort.
Pendant son épiscopat il adopte une attitude ambiguë lors des querelles liées à la Bulle Unigenitus lors de l'Assemblée du clergé de 1713-1714. D'abord violemment opposé à la position du Saint-Siège, il se joint le 8 février à la minorité des huit évêques puis il se ravise, craignant d'être exilé et de perdre le revenu de son abbaye de Saint-Martin qui s'élève à 25 000 livres par an et il adopte une autre attitude et rejoint le camp des 40 prélats favorables à la bulle afin de ne pas troubler son diocèse mais donne des gages aux « jansénistes ». Par cette conduite fluctuante, il finit par se discréditer vis-à-vis des deux partis et doit se retirer dans son évêché. En juillet 1721 il doit accepter comme coadjuteur Charles de Saint-Albin, fils illégitime du Régent Philippe d'Orléans. Il meurt le 5 octobre suivant et son coadjuteur lui succède.